# Hellsongs
Hellsongs ist eine schwedische Musikgruppe, die 2004 in Göteborg gegründet wurde.
Die Band covert bekannte Heavy-Metal-Musikstücke in einer leichten, beschwingten Art mit rein akustischer Instrumentierung. Ihr Debütalbum Lounge, welches nur in Skandinavien erschien, erreichte Platz 5 der schwedischen Charts Sverigetopplistan. 2008 wurde ihr erstes internationales Album Hymns in the Key of 666 auf Bodog Music Europe veröffentlicht und stieg in Schweden bis auf Platz 9.
Am 11. November 2010 erlitt die Sängerin Siri Bergnéhr einen leichten Schlaganfall. Nach einer krankheitsbedingten Pause von November 2010 bis Januar 2011 gab die Band am 21. Februar 2011 bekannt, sich nach einem letzten Konzert in ihrer Heimatstadt Göteborg aufzulösen.
Die Entscheidung zur Auflösung der Gruppe wurde später revidiert. Im November 2011 gab die Gruppe auf ihrer Webpräsenz die Zusammenarbeit mit der neuen Leadsängerin My Engström Renman und Tourdaten für 2012 bekannt. 2013 wurde das Album „These Are Evil Times“ veröffentlicht, welches erstmals auch selbst komponierte Stücke enthielt; die Band öffnete sich anderen musikalischen Stilen.
Im Juni 2024 veröffentlichte die Band eine Coverversion des AC/DC-Klassikers T.N.T. Am 25. Oktober 2024 folgte daraufhin ihr neues Album Return of the Hellsingers.

## Diskografie
Alben
- 2008: Hymns in the Key of 666
- 2010: Minor Misdemeanors
- 2012: Long Live Lounge
- 2013: These Are Evil Times
- 2024: Return of the Hellsingers

EPs
- 2006: Lounge
- 2009: Pieces of Heaven, a Glimpse of Hell